# David Fayon
David Fayon, né à Conflans-Sainte-Honorine le 19 septembre 1969, est un essayiste français et administrateur des postes et télécommunications. Il est diplômé de l'École nationale supérieure des télécommunications, de l'Université Paris VI et de l'IAE de Paris.
David Fayon est membre de l'association Renaissance numérique et de l'ISOC France.

## Biographie
David Fayon s'attache dans ses travaux à l'introduction des technologies numériques sous les trois dimensions interdépendantes (technique, organisationnelle et humaine) et leurs impacts sur la société. Et prône la complémentarité entre les mondes physique et numérique. Il propose depuis 2010 l'élection du mot numérique de l'année, reflet d'une tendance forte de société.
Dans le livre Transformation digitale, il a co-construit un modèle ouvert et collaboratif qui permet de mesurer le niveau de maturité numérique de toute entreprise et a conceptualisé ces travaux dans une thèse de doctorat portant sur la maturité numérique des acteurs bancaires. Celle-ci a été commencée alors qu’il résidait dans la Silicon Valley de 2014 à 2017. Dans cette période aux Etats-Unis, il publie un essai sous-titré Du numérique en Amérique dans lequel il analyse les ressorts de la domination des acteurs du numérique américains, en particulier les GAFA.

## Publications
- L'informatique, novembre 1999, éditions Vuibert,  (ISBN 2711769038)
- Clés pour Internet, septembre 2006, éditions Economica, préface d'André Santini,  (ISBN 2717852476 et 978-271785247-9)
- Web 2.0 et au-delà, septembre 2008, éditions Economica, préface de Pierre Kosciusko-Morizet,  (ISBN 2717856153 et 978-271785615-6)
- Facebook, Twitter et les autres, février 2010, éditions Pearson, coécrit avec Christine Balagué, préface de Dan Serfaty,  (ISBN 978-274406419-7)
- Réseaux sociaux et entreprise : les bonnes pratiques, octobre 2011, éditions Pearson, coécrit avec Christine Balagué,  (ISBN 978-2744064814)
- Développer sa présence sur Internet, janvier 2012, éditions Dunod, coécrit avec Camille Alloing, préface de Pierre Chappaz,  (ISBN 978-210057328-8)
- Géopolitique d'internet - Qui gouverne le monde ?, mars 2013, éditions Economica, préface de Joël de Rosnay,  (ISBN 978-271786557-8)
- Community management : fédérer des communautés sur les médias sociaux, septembre 2013, éditions Pearson, préface de Loïc Le Meur, coécrit avec Paul Cordina,  (ISBN 978-274406551-4)
- Transformation digitale : 5 leviers pour l'entreprise, octobre 2014, éditions Pearson, préface de Gilles Babinet,  (ISBN 978-274406607-8)
- Made in Silicon Valley : Du numérique en Amérique, Montreuil, Pearson Education, 2017, 232 p. (ISBN 978-2-7440-6671-9)
- Transformation digitale 2.0, Pearson, juin 2019, coécrit avec Michaël Tartar, 314 p.  (ISBN 978-2744067099)
- Pro en réseaux sociaux, Vuibert, avril 2022, coécrit avec Christine Balagué,  (ISBN 978-2311624687)